# Víctor Guillermo Ramos Rangel
Víctor Guillermo Ramos Rangel, né le 10 février 1911 à Caracas et mort le 10 décembre 1986 est un musicien et compositeur vénézuélien. 

## Biographie
Il est le fils de Luis Ramos et Herminia Rangel, frère des musiciens Luis Ricardo et Pedro Antonio Ramos. Après avoir accompli sa formation primaire et baccalauréat dans le collège de l’État de Cúa il est entré dans l’École de la Musique et Déclamation de Santa Capilla (après renommée José Ángel Lamas), pour commencer les premières études musicales et où Victor Ramos a obtenu le titre de compositeur. Il a été un des premiers élèves de Vicente Emilio Sojo et un de ses collaborateurs dans le recueil de chansons de folclore vénézuélien. En 1930 il a aidé à fonder l’orchestre symphonique de Venezuela et l’Orphéon Lamas. Dans l’orchestre exécutait la fusion de bassoniste.    
Depuis 1941 et jusqu’au 1950, Victor Ramos a été professeur des différentes écoles du District Fédéral de Venezuela: l’école 19 de Abril, l’école Rubén González, l’école Ricardo Zuloaga et l’école Gabriela Mistral. De même, en 1945, il a occupé divers postes du travail au Ministère de l'Éducation vénézuélien. Dans cette année il a aussi travaillé comme professeur de musique et de chant dans la Direction de Culture du Caracas. Dès 1944 à 1978 il a été professeur de la théorie, du solfège et d’histoire de la musique dans l’École Supérieure de la Musique José Árangel Lamas. 
En compagnie de l’Orchestre Symphonique de Venezuela il a voyagé en Europe et en Amérique. Il  était membre du club de lecture de National Geographic Society et pour l’apprentissage de langes et de la culture il a parcouru diverses régions du monde. En 1978 il a participé dans le documentaire dédié à son village natal (Cúa), pour la série Pueblos de Venezuela, réalisée par le cinéaste Carlos Oteyza.     
Parmi ses compositions on peut souligner, la symphonie Lo Eterno, les œuvres chorales à cappella: La maravilla, A José María España, Bambú de caña batiente; les chansons d’enfants Gota de agua, Amanecer; des hymmes scolaires et de chanson traditionnelles.    